# 진준 (서진)
진준(陳准, ? ~ 300년)은 서진의 관료로 영천군(潁川郡) 허창(許昌) 출신이며 자는 도기(道基)이고 청주자사(靑州刺史)를 지낸 진좌(陳佐)의 아들이며 진달의 조부이다.
진준은 일찍이 향리에 살면서 향인들에게 존경을 받는 등 명망이 높았고, 295년 중서령(中書令)에 임명되었다. 
296년, 제만년(齊万年)이 반란을 일으켜 제(帝)를 자처하자 진준은 사마륜, 사마융(司馬肜) 등이 군사를 이끌지 못하도록 하였다. 조정은 주처(周處)를 파견했는데 사마융과 주처의 사이가 나빠 내분이 일어날 가능성이 있다고 진준이 상소를 올렸지만 주처는 사마융의 모략으로 전사하였다.
이후 조정은 진준의 뜻에 따라 맹관(孟觀)을 보내 제만년을 토벌하는데 성공했고, 300년 사마륜이 반란을 일으켜 황제에 즉위하자 진준은 해릉공(海陵公)에 봉해졌다. 이후 사마윤이 군사를 일으켜 사마륜을 토벌하려 하자 진준은 사마윤을 지지하였고, 서진 혜제에게 백호번(白虎蕃)을 치도록 하여 사람을 보냈으나, 그 사람이 사마륜에게 매수되어 사마윤을 죽였다.
진준은 사마윤을 지지했으나 결과적으론 사마륜을 도운 상황이 되었는데 사마륜은 그 내막을 알지 못했다. 이후 사마륜은 진준을 태위로 승진시켰으며 광릉공(廣陵公)에 봉하였고 300년 진준이 죽자 시호를 원(元)이라 하였다.

## 참고
- 陳准